# イエロー・ブリック・ロード
イエロー・ブリック・ロード（Yellow Brick Road）は、1996年8月30日にアクレイムジャパンからセガサターン、PlayStationで発売されたアドベンチャーゲーム。オリジナルは1993年、シナジー幾何学よりWin と Mac Hybridで発売された『イエロー・ブリック・ロード I』であり、本作はそのコンシューマー移植である。

## 概要
『オズの魔法使い』を題材にしたアドベンチャーゲームとなっており、パッケージには「for FAMILY」「for GIRL」と書かれていることから家族で楽しみ女性をターゲットにしているが、その内容は丸ノコを敵にぶつける、スズの霧吹きを使用して相手を氷漬けにした上で殴るなど暴力的なものである。スタートからクリアまでのプレイ時間は1時間程度が目安である。

## ストーリー
不思議な世界に迷い込んだ主人公がイエローブリックロードでブリキ男、かかし男、ライオンを仲間に入れ、ノームの兵隊が攻めてくることをエメラルド城に住む女王・グリンダに伝えにいく。エンディングはプレーヤーが元の世界へ帰り、敵の大ボスの元へグリンダが和平交渉に出かけるというものだが、グリンダの和平交渉は失敗し、騒ぎの中で転んだカカシ男をブリキ男が見捨てて逃げるというオチになっている。最後に『イエローブリックロード2』と続編の発売を予告するような映像が流れる。

## システム
戦闘はシンボルエンカウントを採用。進軍してくる敵と戦い、最後尾まで押し返せばプレーヤー側の勝利。逆にプレーヤー側が最後尾まで追い詰められたら敗北。敵は特に攻撃してこない。敵は倒されると死ぬのではなく逃げていく。

## 登場キャラクター
プレーヤー
本作の主人公。セリフはない。名目上プレーヤーではあるが、戦闘には参加しない。不思議な世界に迷い込むなりブリキ男に殺されかけ、うやむやのうちに彼の友人であるライオンを助けに行くところから物語が始まる。
ブリキ男
本作の使用キャラ。最初から使用でき、主に斧を使って攻撃する。
ライオン
　本作の使用キャラ。2番目に仲間になり、見た目通り牙を使って攻撃する。
カカシ男
本作の使用キャラ。最後に仲間になる。

## 評価
SS版はファミ通クロスレビューでは4、4、5、5の18点。レビュアーはグラフィックやキャラクターデザイン、滑らかな動作でテンポがいいとしたが、PS版より操作の反応はいいがそれでも難があり、戦闘は弱点を突くだけで単調、ストーリーは特に謎もなく強引で理不尽、序章程度の規模しかなく、価格と見合っておらず1、2時間でクリアした後に次回予告が流れることについて「バカにするなという感じ」と書いた者もおり、低年齢向けのようだが大人には簡単、子供には難しく絵本としてはいいかもしれないが主人公がキャラ立ちしていないと批判した。
PS版はファミ通クロスレビューでは4、4、4、3の15点。レビュアーは戦闘は単に倒すのではなく陣地取りなのはアイデアが斬新で緊張感がある、SS版よりグラフィックがいいとしたが、戦闘は単調、プレイ時間の短さ、読み込みに時間がかかる、SS版にあった方向転換でカーソルの形が変化するのがなかったり進めない方向にもカーソルが表示されたりボタンを押すと早くできるがカーソルの移動速度が遅すぎる、レスポンスが悪い、ストーリーは童話としてはいいが不条理、絵とムービーのつなぎ方や切り替え方が違和感があると批判、もっと日本向けのゲームにしてほしかったとした。